# Санси (народ)
Санси (Sansi или Sansiya) — малый коренной народ, проживающий на территории Северной Индии. Первоначально санси населяли земли Раджпутаны, но в XIII веке были изгнаны войсками Делийского султаната с насиженных мест и рассеялись по территории Пенджаба, Бунделкханда и Ауда. В Британской Индии санси числились как кочевое племя и преступная каста.
Санси делятся на две группы — кхаре («чистокровные») и малла (смешанного происхождения). Длительный остракизм со стороны окружающих привёл к тому, что санси до сих пор имеют устойчивую репутацию криминальных элементов, бродяг и пьяниц, хотя в реальности многие из них ведут оседлый образ жизни, имеют жильё и постоянную работу.
По своему месту в социальной иерархии индийского общества санси занимают переходное положение между племенем и этнокастовой группой. В большинстве штатов Индии санси относятся к числу зарегистрированных каст и племён.

## История и происхождение

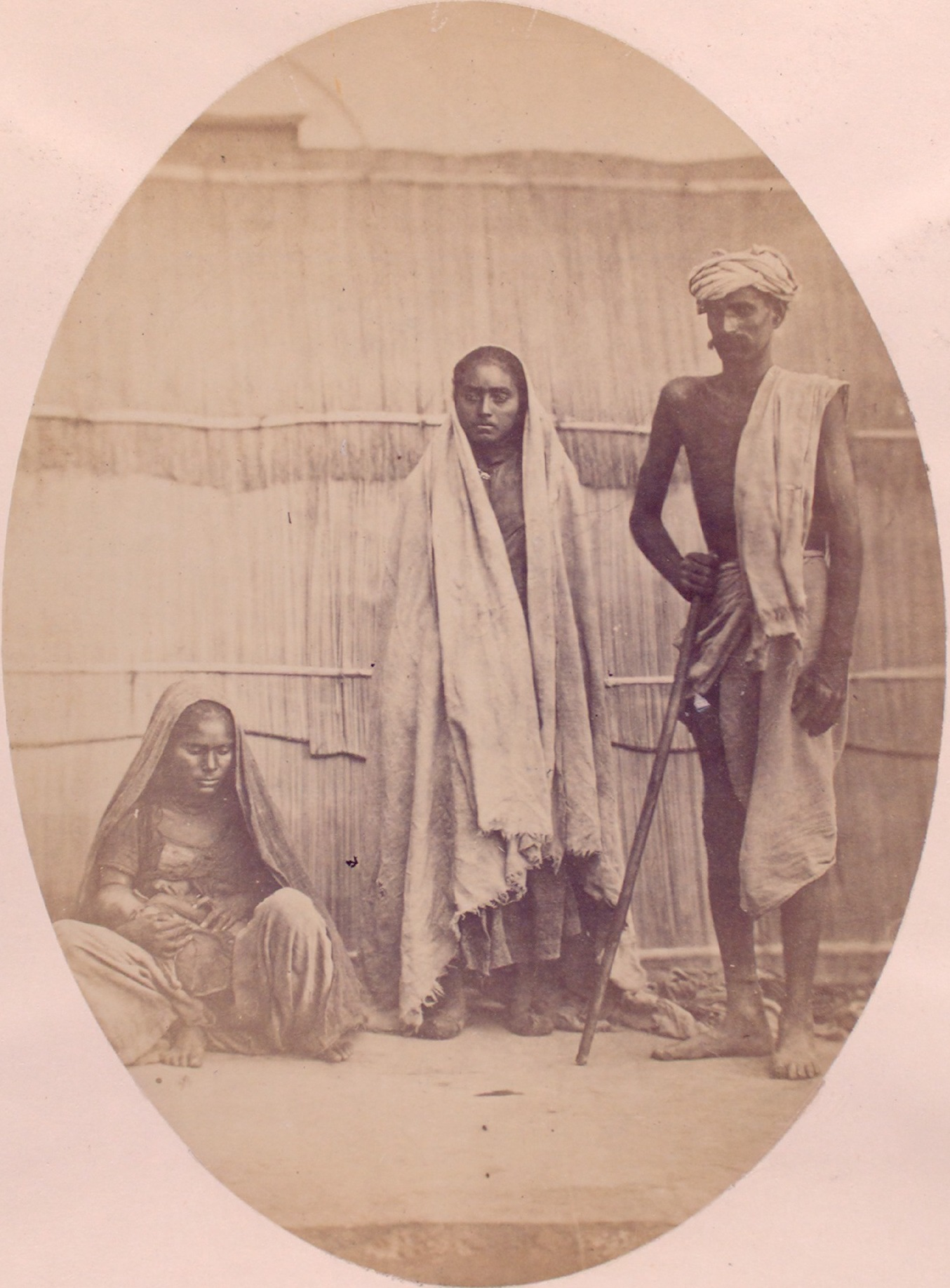
Санси в Дели. XIX век

Этимология слова «санси» до конца не изучена, имеется несколько трактовок его значения. Согласно одной версии, слово произошло от Sahasi, что в переводе с хинди значит «храбрый». Согласно другой версии, «санси» произошло от санскритских слов Svasa («дыхание») или Srasta («отделённый»).
Своё происхождение санси ведут от раджпутов и джатов. Согласно преданиям, предками санси были раджпуты из крепости Читор, которых в начале XIV века разбила армия делийского султана Ала-уд-Дина Хилджи. Другой ветвью были раджпуты из клана Бхати, которые выжили после захвата войсками Хилджи форта Джайсалмера. Уцелевшие раджпуты из Читора и Джайсалмера рассеялись по землям Пенджаба и Северной Индии, где смешались с кочевниками-санси. Многие раджпуты отказывались идти на службу к султану, они становились бродягами и разбойниками, которые нападали на караваны мусульманских купцов.
Однако другие раджпуты, осевшие в Пенджабе, не только роднились с джатами и возглавляли их территориальные объединения, но и становились влиятельными местными князьями (такие кланы были известны как джат-санси). Могущественного махараджу Ранджит Сингха, который создал в Пенджабе мощное Сикхское государство, также относили к потомкам раджпутов и санси. Многие готры джатов связывали своё происхождение с раджпутами из клана Бхати, которых почитали как предков и санси.
В британский период большинство санси вело кочевой образ жизни и было вовлечено в преступную деятельность. Согласно британским законам от 1871, 1911 и 1925 годов санси были причислены к преступным кастам и племенам и фактически находились на положении изгоев. Лишь в 1952 году власти независимой Индии отменили клеймение народов и этнических групп «преступниками». Согласно переписи 1891 года, в Британской Индии проживало свыше 5,9 тыс. санси, из которых 90 % говорили на родном языке (видимо, учитывались лишь те санси, которые попали в поле зрения властей).
Согласно переписи 1931 года, в Пенджабе санси делились на 514 экзогамных готр, из которых 58 имели названия, общие с готрами джатов. Согласно той же переписи 1931 года, в Раджастхане санси уже стали учитываться не как племя, а как зарегистрированная каста. В Харьяне санси считали себя потомками раджпутов из могущественного клана Чаухан и наследниками гуру Санс Мая. После обретения независимости в 1947 году индийские власти стали стимулировать санси переходить к оседлому образу жизни. Для них стали возводить отдельные посёлки и создавать сельскохозяйственные кооперативы. Однако и в новых условиях санси продолжали жить на положении низких каст — они нанимались к крестьянам в качестве батраков, работали носильщиками и чернорабочими на стройках, продавали овощи с лотков или вразнос.
Многие санси, получавшие от властей земли, удобрения, семена и коров, просто продавали их и вновь начинали кочевать. Имея небезосновательную репутацию похитителей скота, грабителей, сутенёров и мелких правонарушителей, санси часто сталкиваются с неприязненным и предвзятым отношением со стороны полиции и местных жителей. Перепись 1981 года учла 32 тыс. санси, отнесённых к категории зарегистрированных каст. Согласно переписи 2001 года, из 60 тыс. санси лишь 10 % знали родной язык. Более половины носителей языка санси проживали в Раджастхане. В основном на санси говорили в кругу семьи и с родственниками.

## Распространение
Санси проживают в Раджастхане (округа Ханумангарх, Биканер, Джайпур, Тонк, Джодхпур, Джайсалмер и Бармер), Харьяне (округ Сирса) и Пенджабе (округа Бхатинда и Муктсар), небольшие их группы рассеяны в Дели, Химачал-Прадеше (округ Кангра), Джамму и Кашмире, Гуджарате, Мадхья-Прадеше, Уттар-Прадеше, Карнатаке и Пакистане (Синд и Пенджаб). Значительные группы санси продолжают вести кочевой образ жизни, перемещаясь по дорогам Северной Индии в своих кибитках. Оседлые санси проживают преимущественно в посёлках, построенных для них властями, где занимаются крестьянским трудом или подрабатывают чернорабочими. Согласно переписи 2011 года, в Уттар-Прадеше проживало почти 5,7 тыс. санси (сансия), которых относили к числу зарегистрированных каст и племён.

## Культура и быт

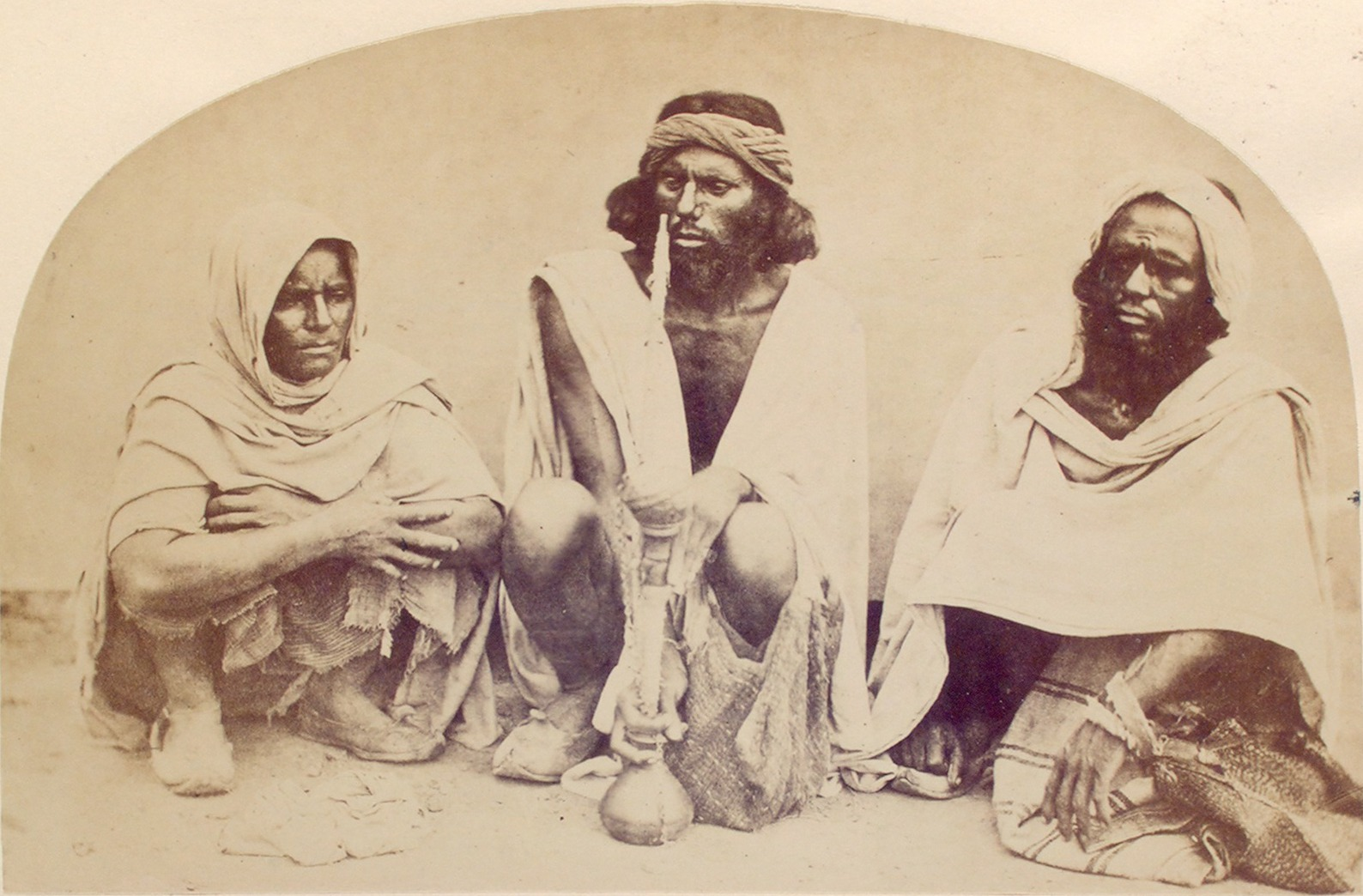
Санси в Лахоре. XIX век

По своему образу жизни и ареалу расселения санси близки к канджарам. Те санси, которые бродяжничали по дорогам Раджастхана и Пенджаба, перевозили свои скудные пожитки на мулах и волах. Для санси, которые вели кочевой образ жизни, были характерны криминальное поведение (в том числе кражи и перепродажа скота), склонность к частому употреблению алкоголя, пренебрежительное отношение к догмам индуизма. Санси разрешали повторные браки вдов, практиковали выкуп невесты, употребляли в пищу «нечистых» животных (лисиц, шакалов, саранчу) и доедали пищу с чужих тарелок.
Санси или очень рано отошли от раннеарийского варно-кастового общества, или изначально произошли от одного из аборигенных народов. В пользу второго варианта свидетельствуют антропологические особенности санси (более тёмный окрас кожи, невысокий рост, «аборигенные черты» лица). Вероятно, санси связывают своё происхождение с раджпутами и джатами по давно устоявшейся традиции возводить своих предков к социально высоким сословным, кастовым и родовым группам.
Племена санси эндогамны, они стараются не смешиваться с другими народами и кастами. Санси живут обособленно и ориентируются на свои внутренние социальные, культурные и экономические нормы, нередко игнорируя правила, принятые в обществе. Хотя санси и находятся в процессе потери своих племенных особенностей, они всё ещё слабо интегрированы в господствующие тенденции. За санси закрепилась репутация «преступного племени» и другие группы стараются избегать их.
Не имея других источников доходов, многие санси производят и продают пальмовый самогон. Почти все дети санси заняты в том или ином «семейном бизнесе» (продают алкоголь, работают велорикшами, помощниками в киосках или автомастерских). В деревнях санси держат небольшие поля, огороды, ремонтные мастерские и примитивные мельницы. У большинства санси имеются проблемы со здоровьем, но они не имеют возможности обращаться к врачам. У больших групп санси есть свои панчаяты, которые решают все внутренние споры и конфликты с властями. Однако санси предпочитают следовать собственным правилам и нормам, ставя их выше общественных. Те санси, которые оседают в больших городах, часто теряют связь с кочевыми родственниками и не обучают своих детей родному языку.
В своих религиозных воззрениях санси считают себя потомками Сахастрабаху — легендарного воина из индуистской мифологии. От двух сыновей Сахастрабаху произошли две экзогамные ветви санси — малават и биддхават, которые в свою очередь делятся на ряд линиджей. В состав малават входят субгруппы синдхия, гхаргия, накха, хема, навия и мехмод, а в состав биддхават — субгруппы райчанд, мачхар, поппат, даса, муну и мохпал. В кастовой иерархии индийцев санси расположены в самом низу социальной лестницы, рядом с чамарами (кожевниками) и мегхваль (уборщиками). В многокастовых деревнях санси живут в кварталах «неприкасаемых».
Кроме Сахастрабаху санси высоко почитают Кабира, которому исполняют бхаджаны, и легендарного героя Рамдев-Пира (Рамдео-джи), который защищал бедняков и обездоленных. Также в религиозный пантеон санси входят многочисленные богини-матери (шакти), которые покровительствуют народу и оберегают семью. С почитанием богинь связаны доарийские формы тантрических богослужений и ритуальных обрядов, известные как вам-марг (они сопровождаются употреблением мяса, рыбы и алкогольных напитков, а также половым актом). У санси широко распространён анимизм, и они называют духов именами богинь — Бемата, Масани, Кали или Лата. Богини и духи женского рода чётко не разделены, нередко их представляют в форме священных камней и деревьев, которые почитаются как «дома духов».
Санси не являются вегетарианцами, они употребляют в пищу рыбу, курятину, баранину и даже говядину. Среди злаков и бобов предпочитают пшено, голубиный горох (тур) и чечевицу (масур). Все этнографы, изучавшие культуру и быт санси, отмечали их пристрастие к чрезмерному употреблению крепких алкогольных напитков и рисового пива. Практически все религиозные и семейные праздники санси сопровождаются обильным употреблением алкоголя и ритуальным окроплением им земли.
Издревле женщины санси имели право наследовать недвижимость или другое имущество своего отца или мужа после их смерти. Женщины санси заняты главным образом домашним хозяйством, также они пасут домашний скот, обрабатывают приусадебные участки, собирают в лесах хворост и приносят питьевую воду. Мужчины либо выполняют «грязную» работу (убирают туши падших животных, обдирают и обрабатывают шкуры), либо промышляют криминальной деятельностью.
Некоторые бедные семьи санси передают своих детей криминальным элементам, которые используют их для совершения краж и других преступлений. Подростки санси сбиваются в банды, орудующие в больших городах Северной и Центральной Индии, а их родственники получают от их преступной деятельности определённый доход. Самыми распространёнными преступлениями являются кражи на свадьбах, кражи сумок и чемоданов, карманные кражи на вокзалах и в поездах. Такие банды имеют своих руководителей из числа опытных преступников, своих адвокатов, контакты в полиции и связаны круговой порукой с сельскими общинами санси.

### Брачные отношения
Главные обрядовые циклы санси связаны с заключением брака, рождением ребёнка и похоронами. Среди большинства санси сохраняется старинный обычай внесения за девушку выкупа. Однако, богатые санси дают за дочь небольшое приданое, подражая членам высоких каст. У санси разрешены повторные браки как вдов, так и разведённых женщин (за разведённую дочь отец берёт выкуп вдвое меньший, чем за «чистую» девушку). Также по договорённости можно выкупить жену у мужа, заплатив требуемую сумму панчаяту и супругу. Если женщина уходит к другому мужчине без официального развода, тот должен выплатить супругу внушительный штраф.
За супружескую измену женщину обычно сильно избивают, а мужчине обривают голову, усы и бороду, мажут лицо сажей и возят по деревне верхом на осле. При этом каждый желающий может бить изменщика сандалиями, что считается крайним унижением. Обычно у санси отец юноши посылает сватов в дом родителей девушки и берёт на себя основную часть расходов, однако свадьбу играют в доме невесты. У санси жених и невеста обходят при венчании не огонь, как принято у других индийцев, а шест, вертикально установленный во дворе. Кроме того, пара проходит не четыре, а семь кругов. Несмотря на то, что санси с веками восприняли многие ведийские предписания, огонь так и не стал среди них важным объектом почитания. Бесплодие женщин лечат знахари, которые тщательно оберегают секреты своих снадобий.
До свадьбы девушки санси должны быть девственницами. Наличие девственной плевы проверяет муж с помощью специальной нити (этот обычай известен как кукари). Если обнаружится, что невеста имела добрачный секс, она будет считаться «нечистой» и опозоренной, что также скажется на репутации всей её семьи. Семейные споры обычно решает кастовый панчаят, но родственники жениха могут и сами наказать женщину — избить, подвергнуть пыткам, потребовать уплатить штраф.
В независимой Индии «чистота» невесты приобрела у санси и другую сторону. Влиятельные семьи санси и коррумпированные панчаяты безосновательно обвиняют девушек в добрачном сексе, с помощью пыток заставляют оговорить какого-либо юношу или мужчину в прелюбодеянии, а затем вымогают с него денежную компенсацию за якобы понесённый моральный ущерб. Если девушка и её «любовник» признают свою вину и соглашаются на условия вымогателей, то вопрос решается довольно быстро. Однако если девушка или парень всё отрицают, то родственники мужа переходят к радикальным мерам (нередко конфликт может закончиться и убийством).
После того как «любовник» заплатит штраф, его оставляют в покое, однако женщину ждут новые испытания и проверки её «чистоты». Одним из тестов является испытание водой (паани ки дхидж) — женщина находится под водой, пока незнакомый человек не пройдёт 100 шагов; если она сумеет задержать дыхание, то считается невиновной, если же поднимет голову над поверхностью, то «признаётся» в добрачном сексе. Другим тестом является испытание огнём — женщина должна пронести в руках кусок раскалённого металла на определённое расстояние. В некоторых случаях такие обвинения и испытания заканчиваются столкновениями родственников жениха и невесты.

## Язык
Язык санси (сансиболи, бхилки) относится к центральной группе индоарийских языков и считается исчезающим языком. По состоянию на 2002 год в Индии насчитывалось около 60 тыс. санси, а всего в мире — 75 600. Фактически язык санси является промежуточным звеном между восточным панджаби и западным хинди (брадж); кроме того, в санси много заимствований из раджастхани, особенно из марвари, а также из гуджарати, урду и синдхи. В начале XXI века санси употреблялся только дома и преимущественно пожилыми людьми, многие представители молодёжи уже не знали родного языка и переходили на хинди, панджаби или гуджарати.
Язык санси не имеет своей письменности, часто его называют одним из цыганских языков. У санси есть свой арго, который известен как «фарси» (обычно они говорят на нём при посторонних). В Пакистане к санси очень близок язык кабутра (возможно, это диалект пакистанской ветви санси). В Раджастхане самостоятельный диалект имеют санси кападия.

## Комментарии
1. ↑  Санси имеют дравидийские черты лица, более тёмный цвет кожи, доарийские элементы культуры и быта, что натолкнуло учёных на предположение, что санси являются коренным субстратом Северо-Западной Индии.